# Kákonyi Tibor
Kákonyi Tibor (Szabadka, 1965. október 20.) színész.

## Élete
Miután leérettségizett, 1985-ben felvételt nyert az Újvidéki Művészeti Akadémia színművészeti szakára, ahol többek között Bánki Zsuzsától tanulhatott beszédtechnikát és színészmesterséget. Egyetemi tanulmányai után a Szabadkai Népszínházhoz szerződött.
1991 és 1994 között a szolnoki Szigligeti Színház társulatának tagja volt, majd az 1994-95-ös évadot a kecskeméti Katona József Színháznál töltötte. 1995 és 1997 között Csiszár Imre rendező által vezetett budapesti Thália Színház állandó vendégművésze volt.
2001-ben Bánosi Györggyel és Rózsa-Flores Eduardóval közösen megalapította a Pesti Művészklub nevű irodalmi kört. 2005-től az Udvari Kamaraszínház állandó vendégművésze.

## Színházi szerepeiből
- Szophoklész: Philoktétész (Neoptolemosz) Rendező: Vladimir Lazic ( Belgrád/ Szerbia )
- Gogol: Revizor (Oszip) Rendező: Aleksandar Tovstonogov (Tbiliszi/ Grúzia))
- Witkiewicz: Az őrült és az apáca (Dr. Grün) diploma előadás
- Ladislav Smocek: Dr. Burke különös délutánja (Tichy) Rendező: Virág Mihály
- Wolfgang Amadeus Mozart-Schikaneder-Szikora János: Legenda a varázsfuvoláról (Süssmeyer) Rendező: Szikora János
- Fábri Péter-Gallai Péter: Rinaldo Rinaldini (Nagy Öreg) Rendező: Hegedűs D. Géza
- Nagy Ignác: Tisztújítás (Darabos) Rendező: Szőke István
- Osborne: Redl (Ferdy) Rendező: Csizmadia Tibor
- Shakespeare: IV. Henrik (Hastings) Rendező: Csiszár Imre
- Ruzante: A csapodár madárka[2] (Menato) Rendező: Mózes István
- Lev Birinszkij: Bolondok tánca (Lenszkíj) Rendező: Andrási Attila
- Gábor Andor: Dollárpapa (Csarada) Rendező: Horváth Péter
- Wasserman: Kakukkfészek (Fredrickson) Rendező: Frenkó Zsolt
- Lázár Ervin: Kisfiú és az oroszlánok (Baltazár) Rendező: Tasnádi Márton
- Hunyady Sándor: Fekete szárú cseresznye (Jankovics hadnagy) Rendező: Illés István
- Wass Albert-Péter F.-Andrási A.: A világ és a vége: (Durdukás Jeremiás) Rendező: Andrási Attila
- Siposhegyi Péter: Magyar Piéta (Róbert atya) Rendező: Andrási Attila
- F.G.Lorca-Nacsa Lilla: Kár a tengert emlegetni (Juan) Rendező: Nacsa Lilla

## Film és sorozatszerepei
- Pannon csúcs R.:Balázs Éva
- Gyilkos kedv R: Erdős Pál
- Street Heart Beat R.: Fésős András
- Jelöletlen tömegsírok R.: Sándor János
- A mi kis falunk R.: Kapitány Iván